# Julian Lage
Julian Lage (* 25. prosince 1987 Santa Rosa) je americký jazzový kytarista.
Narodil se v Santa Rose v Kalifornii a hudbě se věnoval od útlého dětství, v roce 1996 o něm byl natočen 24minutový dokumentární film Jules at Eight. Již v osmi letech hrál s Carlosem Santanou. První desku Sounding Point vydal v roce 2009, doprovázejí jej na ní mj. Béla Fleck, Chris Thile a Taylor Eigsti. Později vydal v různých sestavách řadu dalších alb, například v kytarovém duu s Nelsem Clinem či s klavíristou Fredem Herschem. V duu s kytaristou Chrisem Eldridgem nahrával jak vlastní písně, tak i standardy a tradicionály. Rovněž hrál na deskách Davida Grismana, Erica Harlanda, Jesseho Harrise a Yoko Ono.
Je dlouholetým spoluhráčem a interpretem hudby skladatele Johna Zorna, působí mj. v jeho kapele New Masada Quartet. Několik alb Zornovy hudby nahrál v duu s kytaristou Gyanem Rileyem, s nímž se rovněž v roce 2019 účastnil Zornova Bagatelles Marathonu v Praze. Na jiných albech dvojici doprovází ještě třetí kytarista Bill Frisell. Přispěl do Zornem sestavené knihy esejů Arcana VIII: Musicians on Music (2017).